# Marçais
Marçais är en kommun i departementet Cher i regionen Centre-Val de Loire i de centrala delarna av Frankrike. Kommunen ligger  i kantonen Saint-Amand-Montrond som tillhör arrondissementet Saint-Amand-Montrond. År 2022 hade Marçais 305 invånare.

## Befolkningsutveckling
Antalet invånare i kommunen Marçais
Referens:INSEE